# Neißeviadukt (Görlitz)
Der Neißeviadukt in Görlitz ist eine Eisenbahnbrücke über die Lausitzer Neiße zwischen Deutschland und Polen. Der 475 Meter lange Viadukt gehört zu den größten und ältesten Eisenbahnbrücken in Deutschland. Eröffnet wurde er 1847 mit der Eisenbahnstrecke zwischen Görlitz und Kohlfurt als Teil der damaligen Bahnverbindung zwischen der sächsischen Hauptstadt Dresden und der schlesischen Provinzhauptstadt Breslau.
Nach etwa 100 Jahren wurden am Ende des Zweiten Weltkriegs die höchsten Bögen gesprengt und in den 1950er Jahren unter polnischer Leitung wieder aufgebaut. Die wiedererrichteten Bögen unterscheiden sich deutlich in ihrer Farbe vom älteren Teil des Viadukts. Seit Mai 1957 können Züge an dieser Stelle wieder die Lausitzer Neiße und somit nun auch die deutsch-polnische Grenze überqueren. Im Jahr 2012 nutzen täglich drei grenzüberschreitende Reisezugpaare den Viadukt auf der Relation Dresden–Breslau. Im Güterverkehr spielt der Grenzübergang nur eine untergeordnete Rolle. Die meisten Güterzüge nutzen die nördlichere Bahnstrecke Węgliniec–Roßlau mit dem Grenzübergang Zentendorf/Bielawa Dolna.

## Lage

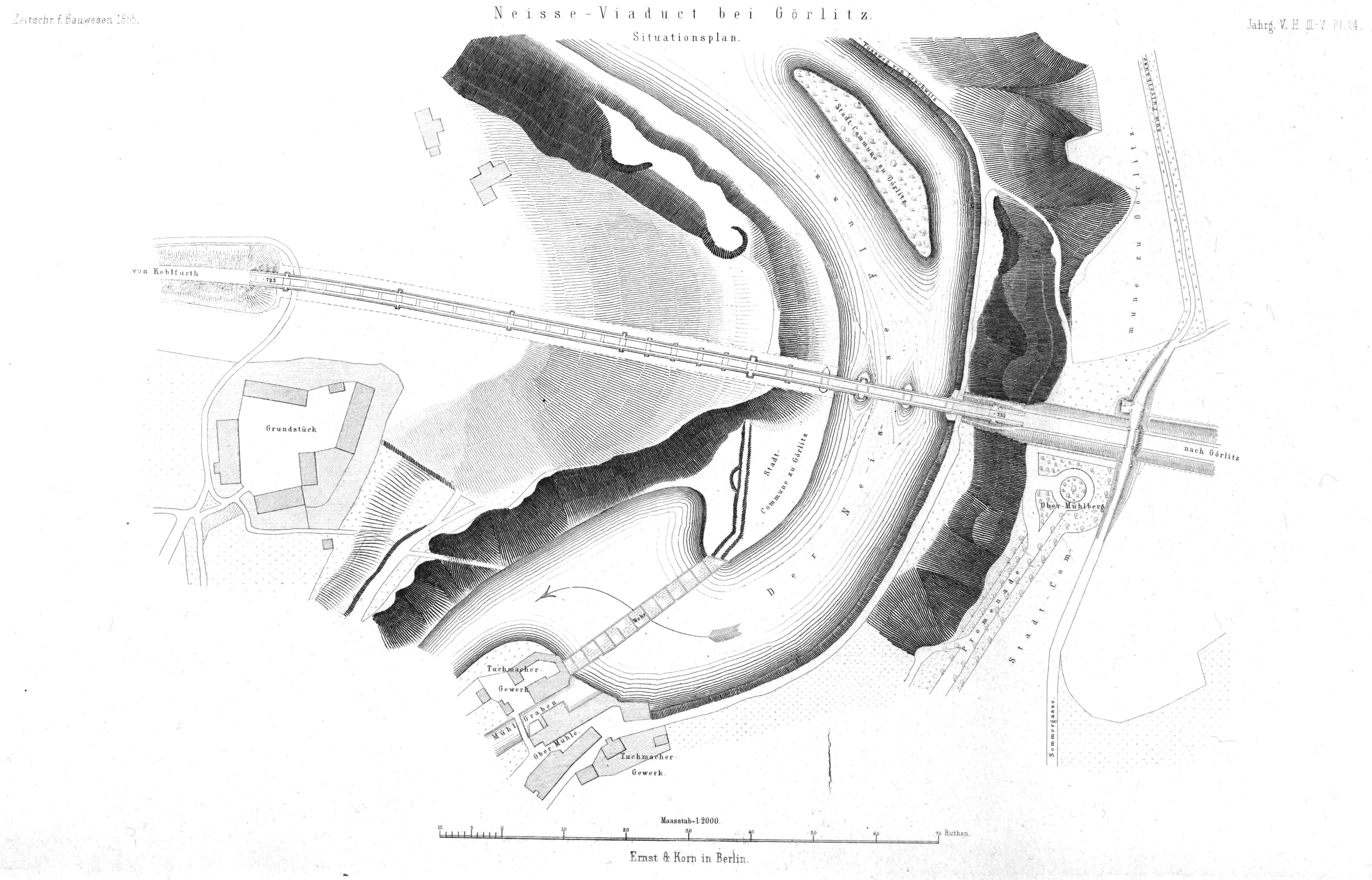
Neisse-Viaduct bei Görlitz, Situationsplan, 1855

Der Neißeviadukt befindet sich am nördlichen Ende des Taleinschnittes der Lausitzer Neiße bei Görlitz. Die Neiße macht an dieser Stelle einen großen Bogen. An der konkaven Westseite steigt die Granitfelswand etwa 35 Meter steil an. Auf der konvexen Ostseite wiederum bildet ein flach ansteigender (Anstieg 1:10) Halbkegel den Uferbereich.
Die Züge vom Bahnhof Zgorzelec (ehem.: Görlitz-Moys) kommend, führen entlang einer langgezogenen Rechtskurve auf den Viadukt zu. Auf der Görlitzer Seite angekommen führt die Bahnstrecke durch einen Einschnitt am Blockhaus und über einen Anstieg von 1:133 auf das östliche Görlitzer Bahnhofsvorfeld.
Auf deutscher Seite befindet sich nördlich des Viaduktes der Gebäudekomplex der Obermühle und südlich die städtische Parkanlage Friedenshöhe mit Aussichtspunkt auf Viadukt und Neißetal. Unterhalb des Viaduktes führt über den Inselweg der Oder-Neiße-Radweg entlang des Flusses durch das Tal.
Auf polnischer Seite befindet sich der städtische Park Ujazdowy (dt.: Moyser Park, ehem.: Jägerwäldchen), der die Fortsetzung des nördlich der Bahnstrecke gelegenen Zgorzelecer Stadtparkes rund um den Dom Kultury (ehem.: Oberlausitzer Ruhmeshalle) bildet.

## Geschichte

### Planung
Der Bau der Bahnstrecke durch die Kiefernwälder der Görlitzer Heide ging auf einen Kompromiss zurück, der die Anbindung von Görlitz an die Hauptstrecke der Niederschlesisch-Märkischen Eisenbahngesellschaft (NME) vorsah. Die Haupttrasse der NME verlief von Berlin über Frankfurt (Oder) und Liegnitz nach Breslau, umfuhr also die seit 1815 preußische Oberlausitz. Die Planungen sahen vor, die Stichstrecke nach Görlitz wiederum von einer Zweigstrecke der NME in Kohlfurt beginnen zulassen. In Görlitz sollte eine Verbindung zur sächsisch-schlesischen Eisenbahn realisiert werden. Dazu musste jedoch die Neiße gequert werden. Die Option der Querung bestand zwischen einer langgestreckten Flutbrücke auf den flacheren Ebenen nördlich der Stadt oder einer Brücke über das engere, aber tiefere Neißetal. Man entschied sich für die Querung des tiefen Neißetals, da die Stadt unbedingt berührt werden musste, ein niveaugleicher Übergang zur sächsisch-schlesischen Eisenbahn zu realisieren war und die Strecke eine maximale Steigung von 1:200 nicht übersteigen sollte.
Weil der östliche Taleinschnitt der Neiße niedriger ist als der westliche suchte man nun nach einer Stelle, an der das östliche Ufer möglichst hoch war und der Talquerschnitt wiederum möglichst gering ausfiel. Die Entscheidung fiel auf den Talabschnitt an der Obermühle, bei dem über Taleinschnitte auf der Westseite am heutigen Blockhaus und Aufschüttungen auf der östlichen Seite alle Forderungen der Bauherren erfüllt werden konnten.
Nach der Wahl des Bauortes musste man sich nun noch für die Art der Querung der Neiße entscheiden. Entweder ein lang aufgeschütteter Damm auf dem Ostufer oder ein langer Brückenbau quer über das Tal. Die Höhe der Krone des aufzuschüttenden Dammes hätte etwa die gleiche sein müssen wie die der heutigen Brücke. Die Dammsohle hätte dementsprechend eine große Breite benötigt und so auch eine große Fläche fruchtbaren Landes unnutzbar gemacht. Auch die Kosten und der zeitliche Aufwand wären höher gewesen, als für ein langgezogenes Brückenbauwerk. Zu guter Letzt wäre auch der Aufwand für die eigentliche Querung des Flussbettes in etwa der gleiche gewesen, wie für ein langes Brückenbauwerk. So entschied man sich für das Viadukt.

### Bau
Den Auftrag für den Bau gab die Niederschlesisch-Märkische Eisenbahngesellschaft. 1844 begannen die Bauarbeiten am Viadukt, der nach Plänen des leitenden Bauingenieurs der NME Baudirektor Ludwig Henz unter Bauleitung von dessen Mitarbeiter Oberingenieur Friedrich Weishaupt (1815–1869) entstand und vom Görlitzer Maurermeister und Bauunternehmer Gustav Kießler ausgeführt wurde. Der dafür benötigte Granit wurde zum großen Teil aus dem Limasberg (Liebsteiner Berg) in den Königshainer Bergen gewonnen, dabei wurde der halbe Berg abgetragen. Auch vom Schwalbenberg und von den Steinbrüchen am Totenstein wurde Stein abgebaut. Für Gesimse und Geländer wurde Hochkircher Sandstein verwendet. Mit Pferdewagen wurden die Steinquader zum Neißeufer transportiert und dort behauen und in Form gebracht. Im November 1846 erreichte der Bau der Bahnstrecke von Kohlfurt kommend Hennersdorf. Der Eisenbahnbetrieb wurde von da an bereits zwischen Kohlfurt und Hennersdorf als Interimsbahnhof für die Stadt Görlitz aufgenommen. Der Arbeiten am Viadukt wurde von da an beschleunigt, indem auch nachts auf der Baustelle gearbeitet wurde und den Arbeitern Prämien gewährt wurden.
Am 26. Juni 1847 fand um 14 Uhr die feierliche Schlusssteinsetzung statt. Hierzu war das den Bau umhüllende Baugerüst festlich geschmückt worden. Baudirektor Henz, Oberingenieur Weishaupt, Baumeister Fischer und Bauunternehmer Kießler schlugen jeweils drei Kellen Mörtel auf den Schlussstein, bevor dieser in die Lücke eingelassen wurde. Anschließend folgten die obligatorischen drei Hammerschläge und die Worte: „Der Stein steht in Lot und Waage. Das Gewölbe ist geschlossen.“ Die restlichen Bauarbeiten an Geländern, Gesimsen und Gewölben zogen sich noch bis August des gleichen Jahres.

### Eröffnung und Betrieb bis 1945

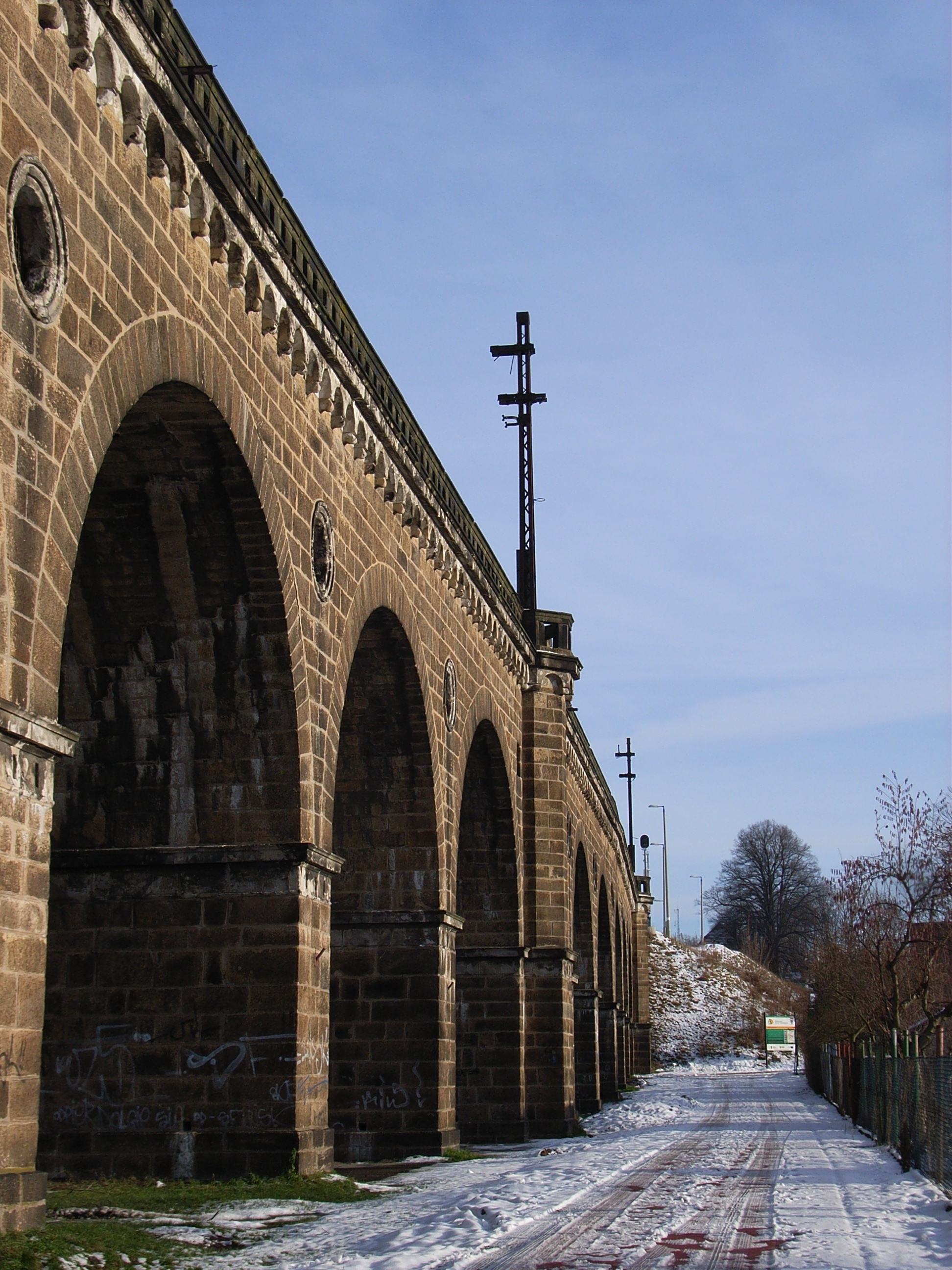
Ein Oberleitungsmast aus vergangenen Zeiten

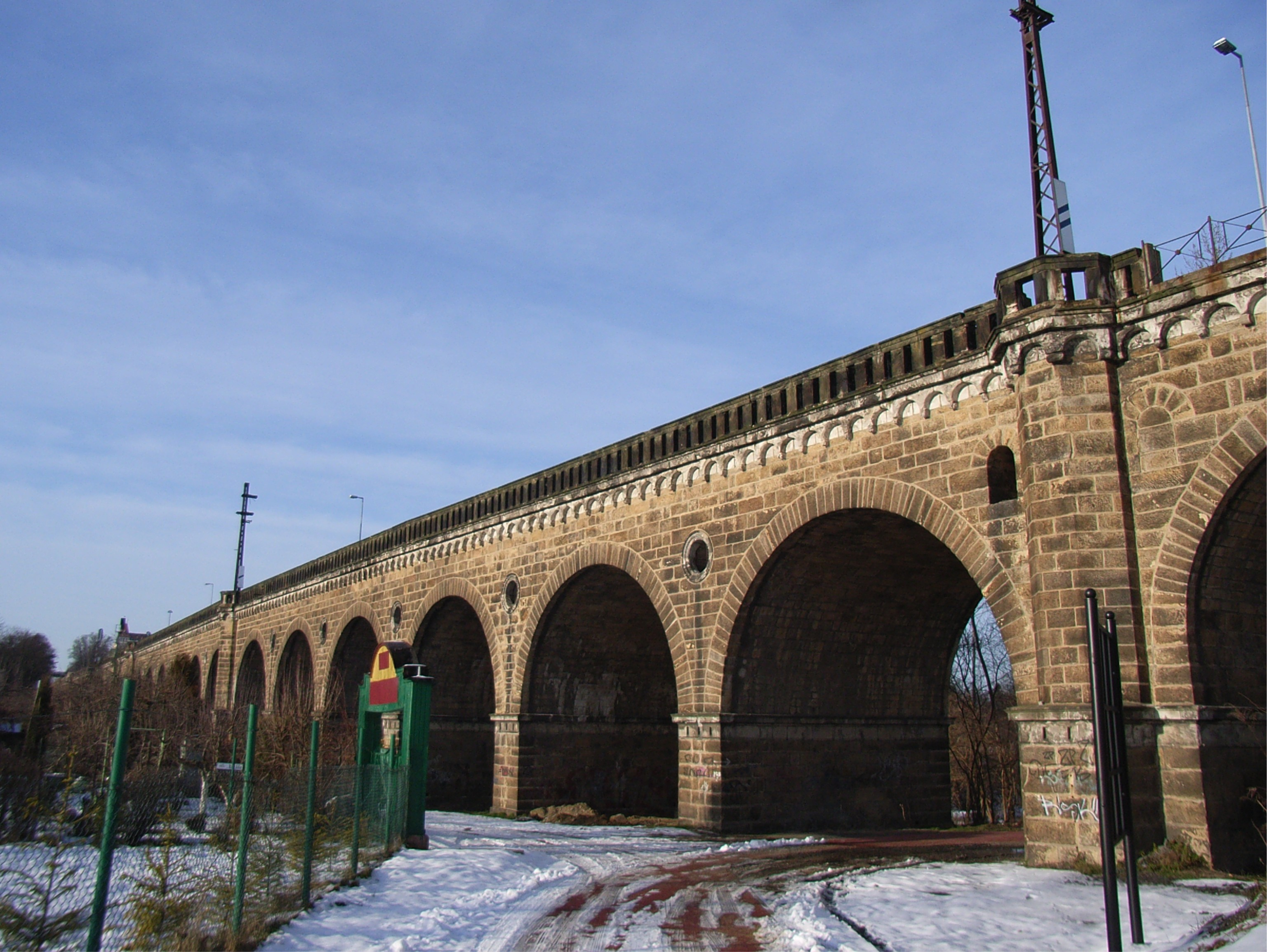
Der heute auf polnischer Seite liegende Teil des Viaduktes zeigt sich noch weitgehend in seinem Originalzustand

Nach Abschluss der Restarbeiten überquerte am 26. August 1847 die erste Dampflok den Viadukt und wurde gegen 18 Uhr feierlich im Bahnhof Görlitz empfangen. Sechs Tage später am 1. September 1847 fuhr der Eröffnungszug von Kohlfurt kommend über den Viadukt nach Görlitz, das den gleichen Tag auch der Eröffnungszug der sächsisch-schlesischen Eisenbahn erreichte. In der Nähe des Viaduktes zwischen Obermühle und Blockhaus befand sich bis 1903 in einem Fachwerkhaus die alte Wasserpumpstation, die mittels einer Lokomobile das Neißewasser auf das Niveau des Bahnhofes pumpte, um die Dampflokomotiven mit Heizwasser zu versorgen.
Die Kosten allein für das Brückenbauwerk beliefen sich auf insgesamt exakt 640.668 Taler 26 Silbergroschen und 3 Pfennig, das entsprach ca. einem Drittel der konzipierten Gesamtbaukosten für die Bahnstrecke Kohlfurt–Görlitz. Der Erlös durch den Verkauf von Rüstungsmaterial nach Abschluss der Arbeiten konnte die Baukosten noch einmal 7.751 Taler und 17 Silbergroschen senken. Allein etwa die Hälfte der Baukosten entfiel auf Material für die Maurerarbeiten, wie zum Beispiel: Zement, Binde-, Eck-, Mantel-, Bruch- und Gewölbesteine aus Granit sowie Sandstein für Brüstung und Gesimse.
Den Viadukt zierte seit der Einweihung, wie auf der Ansicht des Viaduktes aus dem Jahr 1855 zu erkennen ist an den zwei westlichen Flusspfeilern je eine polierte Granittafel. Auf der ersten war der Name des regierenden preußischen Königs Friedrich Wilhelm IV. sowie das Jahr der Erbauung und auf der zweiten der Auftraggeber – die NME – zu lesen. Nach der Verstaatlichung der NME 1850 wurde, wie vorher bereits geplant die zweite Platte gegen eine Granitplatte mit den Namen vier beteiligten Baumeister (Baudirektor Henz, Oberingenieur Weishaupt, Baumeister Fischer und Maurermeister Kießler) getauscht. Beide Platten existieren am heutigen Tage nicht mehr. Lediglich am westlichen Pfeiler ist nach dem Wiederaufbau wieder eine umrahmte Tafel eingelassen worden. Auf dieser steht „ERBAUT 1844–1847 ZERSTOERT 1945 WIEDERAUFGEBAUT 1952–1954“ geschrieben. Der benachbarte Pfeiler erhielt nach dem Wiederaufbau keine Tafel mehr.
Zur Eröffnung der Strecke führte die Bahnlinie noch eingleisig über die Brücke. Erst 1860 wurde die Neißequerung ebenso wie die Bahnstrecke nach Kohlfurt zweigleisig ausgebaut.
Seit September 1865 verkehrten über den Viadukt auch Züge in Richtung Lauban und ein Jahr später auch bis in das Riesengebirge nach Hirschberg.
Eine weitere Neuerung brachten erst die 1920er Jahre mit der fortschreitenden Elektrifizierung der Schlesischen Gebirgsbahn. 1923 erreichte der Fahrdraht den Neißeviadukt und somit auch den Görlitzer Bahnhof. Am 1. September 1923 wurde der elektrische Betrieb aufgenommen und der erste mit einer Elektrolokomotive bespannte Schnellzug (D 192 Breslau–Hirschberg–Görlitz–Berlin) überquerte den Viadukt. Vor dem Krieg überquerten pro Tag über dreißig Personenzugpaare den Viadukt.
Der Viadukt war in den 1920er Jahren begehrte Kulisse für die im Görlitzer Waggonbau hergestellten Fahrzeuge. 1936 wurde die Brückenkrone des Viaduktes eingerüstet und saniert.
Am 7. Mai 1945, dem letzten Kriegstag des Zweiten Weltkriegs, sprengten in den Abendstunden sogenannte Sprengkommandos der Wehrmacht den Viadukt. Die drei westlichen Bögen der Brücke fielen in Trümmern in das Flussbett. Auch die bereits erwähnten Granitgedenktafeln und der Fahrdraht stürzen in das Neißetal. Einzig die beiden Gleise, die über den Viadukt führten, hingen noch zwischen den beiden Brückenteilen und verbanden sie noch bis in den Herbst 1945 miteinander. Einige Flüchtlinge aus Schlesien nutzten die freischwebenden Gleise als Rückzugsmöglichkeit auf die westliche Neißeseite und auch Görlitzer aus der Oststadt, dem heutigen Zgorzelec nutzten die Gleise auf ihren Inspektionstouren in ihre Häuser östlich der Neiße. Bald darauf wurden die Gleise gekappt und hingen von da an in das Tal auf den Trümmerberg hinab.

### Wiederaufbau und Betrieb bis heute

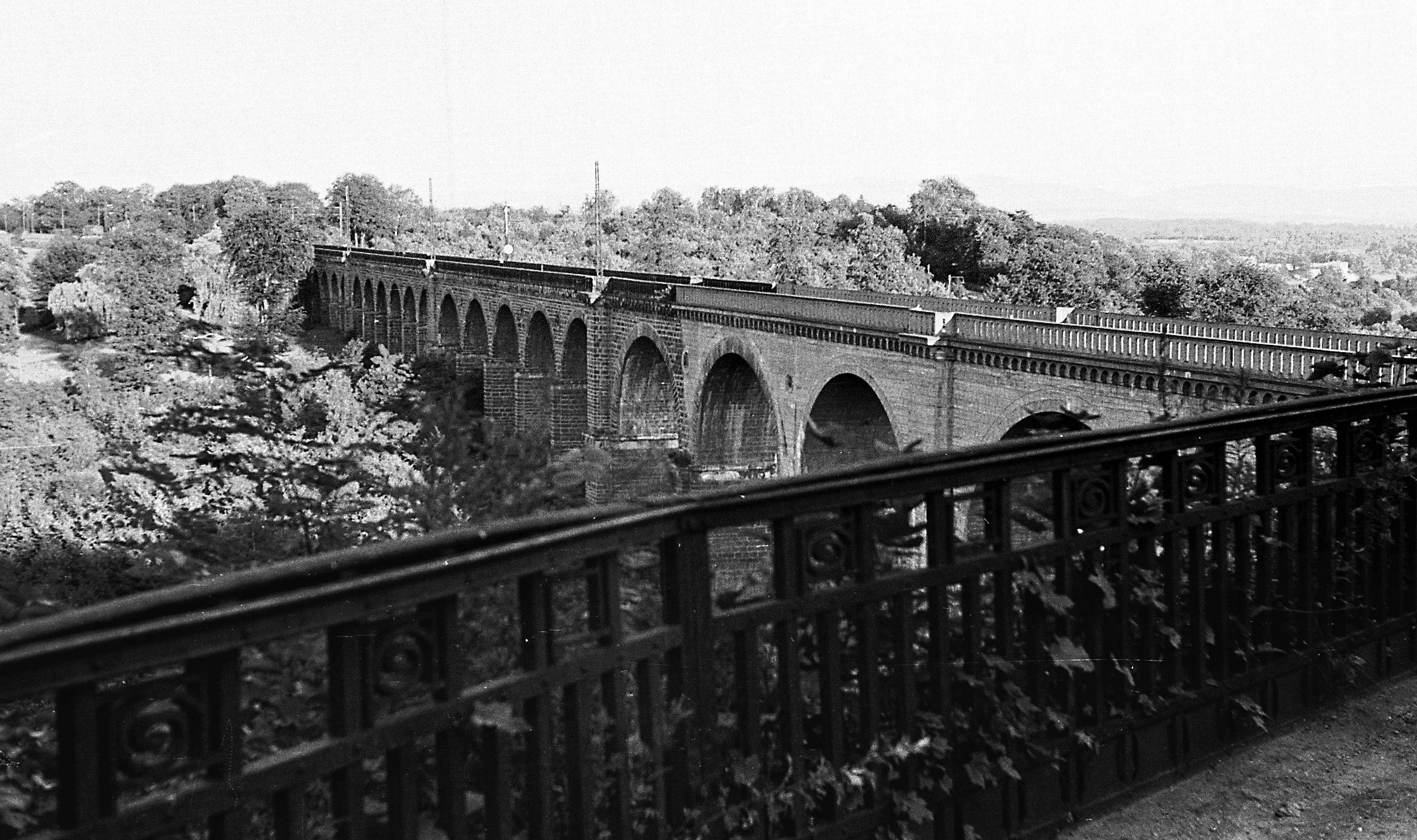
Neißeviadukt im Jahr 1971 – Auf dem östlichen Teil sind noch die Oberleitungsmasten zu erkennen

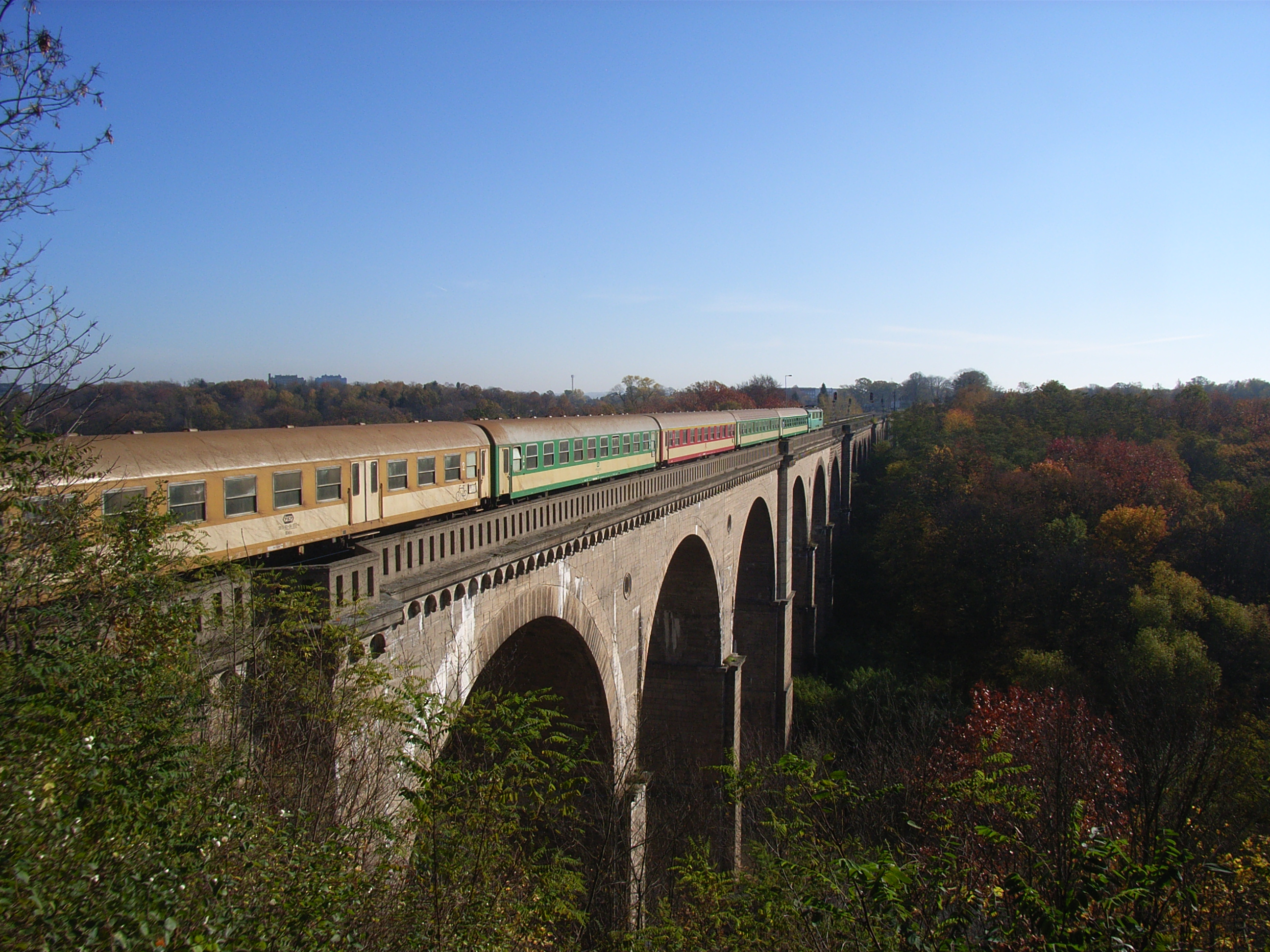
Ein Zug der polnischen Staatsbahn (PKP) überquert den Viadukt in Richtung Zgorzelec

Mit dem Görlitzer Abkommen – einem Grenzvertrag zwischen der Volksrepublik Polen und der DDR – im Juli 1950 wurde der Weg für den Wiederaufbau des Neißeviaduktes und die anschließende Aufnahme des grenzüberschreitenden Verkehrs über die Brücke geebnet. 1952 begannen polnische Fachleute mit dem Wiederaufbau. Fünf Jahre später – am 22. Mai 1957 – wurde der Eisenbahngrenzübergang feierlich dem Verkehr übergeben. Der wiedererrichtete westliche Teil des Viaduktes zeichnet sich deutlich durch die hellere Färbung des Gesteins und durch eine einfacher gestaltete Brüstung ab. Da die Brücke von nun an ein Grenzübergang war, bezogen Posten der Grenztruppen auf deutscher Seite in der Nähe des Blockhauses und auf polnischer Seite in einem Schilderhaus inmitten der Brücke ihre Stellung. Bis 1958 bewachten auch sowjetische Einheiten die Eisenbahnbrücke.
Der Personenverkehr über den Viadukt stieg die folgenden Jahre wieder an, jedoch blieb der grenzüberschreitende Güterverkehr weit hinter dem Güterverkehr der Vorkriegsjahre zurück. Nach der Wende verkehrten zeitweise täglich wieder ein Schnellzug-Paar und drei grenzüberschreitende Interregio-Zugpaare den Viadukt. Nach der Einstellung des Interregio-Verkehrs in Deutschland ruhte der Verkehr kurzzeitig komplett.

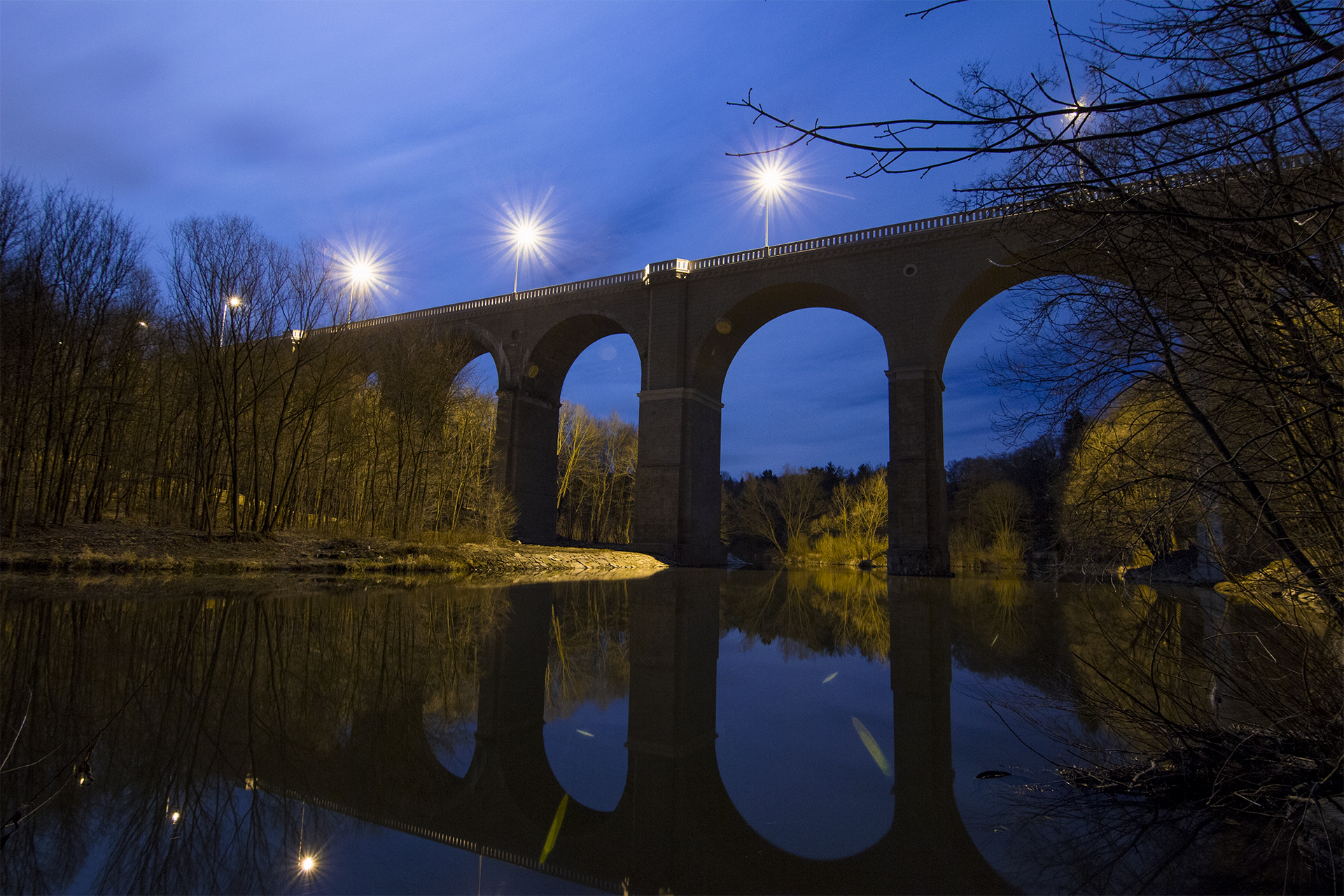
Blick auf den sanierten Viadukt bei Nacht

Seit dem 28. Februar 2009 verkehren wieder drei Personenzugpaare zwischen Dresden und Breslau über den Viadukt.
Der elektrische betriebene Zugverkehr wurde jedoch nach dem Wiederaufbau des Viaduktes bis heute nicht wieder aufgenommen, da nach dem Krieg im Herbst 1945 westlich wie auch östlich der Neiße der Fahrdraht von der Sowjetunion demontiert wurde. 2011 wurde in der Lokalpresse bekanntgegeben, dass die polnische Bahn, der der Viadukt gehört, die Eisenbahnbrücke bis 2013 sanieren und zugleich die Elektrifizierung vorbereiten möchte.
Ende 2013 waren die Bauarbeiten beendet. Es wurden Sanierungs- und Instandhaltungsarbeiten an den Gleisen und dem Unterbau durchgeführt. Die zulässige Geschwindigkeit konnte von 30 auf 80 Kilometer pro Stunde angehoben werden. Auch können nun schwere Güterzüge den Viadukt passieren. Die PKP ließ die Brüstung abtragen und durch eine neue ersetzen. Weiterhin wurden neue Sandfangbehälter zur Entwässerung eingebaut, Leuchten aufgestellt und neue Steuerungsanlagen für den Bahnverkehr installiert. Die Sanierung kostete 6,6 Millionen Euro. Am 27. November fand eine Probefahrt mit einer polnischen Diesellokomotive der Baureihe ST46 statt. Die Brücke kann seit der Sanierung von Personen- und Güterzügen mit bis zu 80 km/h befahren werden.

## Bauwerk

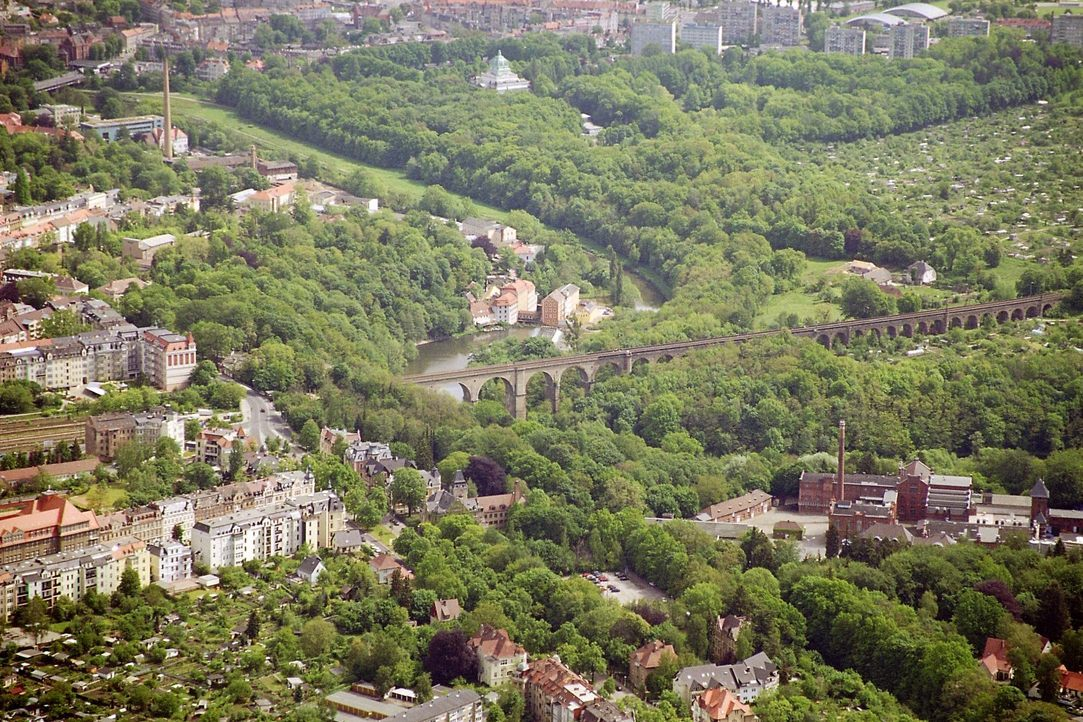
Luftaufnahme des Viaduktes; deutlich zu erkennen der wiedererrichtete westliche Teil (rechts, oben: Zgorzelec, links: Görlitz)

Der Viadukt ist eine Bogenbrücke aus Granitstein, der hauptsächlich in den Königshainer Bergen gehauen wurde. Die Steine für das Füllmauerwerk wurde teilweise auch aus der direkten Umgebung der Baustelle gewonnen. Diese Granitsteine waren jedoch sehr unregelmäßig und konnten somit nicht für die Mantel- oder Quadersteine genutzt werden. Die verwendeten Granitsteine wiesen eine Dichte von 2,586 bis 2,701 t/m³ und ein durchschnittliches Widerstandsvermögen gegen Druck von rund 100 MPa (14.544 Pfund pro Quadratzoll) auf.
Die ersten rund 88 Meter (280 Fuß pr.) von Osten verläuft der Viadukt in einem leichten Bogen mit einem Radius von rund 1130 Metern (3600 Fuß pr.) um den höchstgelegenen Punkt am Ostufer zu erreichen und gleichzeitig eine rechtwinklige Querung des Flusses zu gewährleisten.
Durch den flacheren Anstieg auf der Zgorzelecer Seite befindet sich das Brückenbauwerk zum Großteil auf polnischer Seite. Der flachere Teil mit seinen kleineren Bögen blieb während des Zweiten Weltkrieges unzerstört und zeigt sich bis heute weitgehend im ursprünglichen Bauzustand. Der westliche wiedererrichtete Teil unterscheidet sich deutlich in der Färbung des verbauten Gesteins. Die Herkunft des für den Wiederaufbau verwendeten Gesteins und bauliche Unterschiede zum restlichen Bauwerk sind nicht bekannt.

### Bogenkonstruktion
Das unterhalb des Gesimses etwa 8,6 Meter breite Bauwerk besteht aus 30 Rundbögen, die die zweigleisige Strecke 475 Meter weit und in 35 Meter Höhe über das Neißetal tragen.
Sie ist in sechs Abschnitte unterteilt, die jeweils durch einen breiteren Widerlagspfeiler begrenzt sind. Diese gehen oben in eine Ausbuchtung des Sandsteingeländers über. Sie dienten als Ausweichmöglichkeit für auf dem Viadukt befindliche Personen. Weiterhin befanden sich zwischen 1923 und 1945 in den Ausbuchtungen die Strommasten mit einem so breiten Ausleger, dass die den Fahrdraht jeweils über das linke und rechte Gleis spannten. Einige Masten stehen noch auf der Ostseite des Viaduktes vor der langgezogenen Kurve zum Bahnhof Zgorzelec (ehem. Görlitz-Moys). Die Länge der Abschnitte ist in etwa gleich und da sich die Bögen in Richtung Osten verkleinern, ergibt sich in gleicher Richtung eine zunehmende Anzahl von Bögen pro Abschnitt.

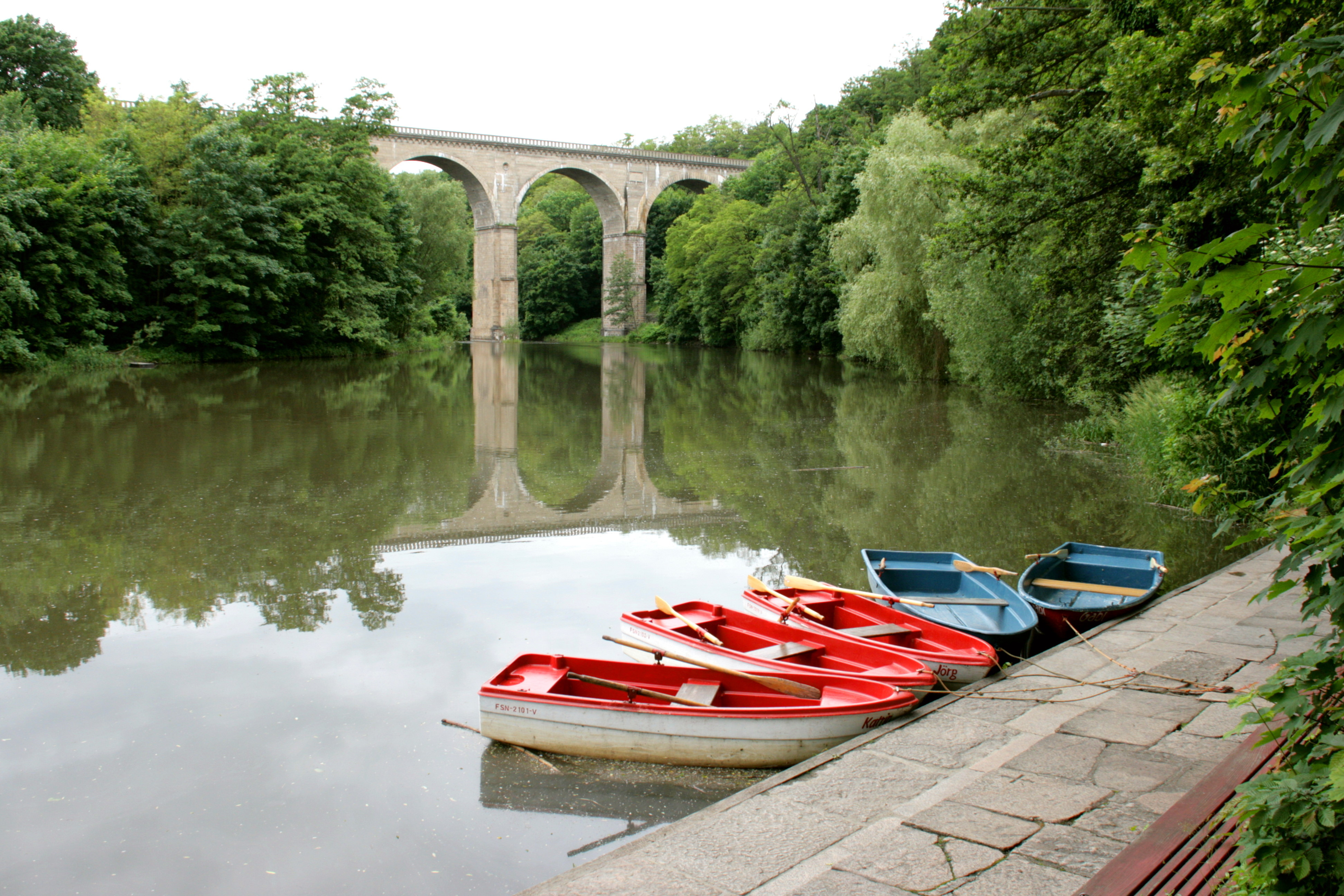
Blick auf die weitesten Bögen des Viaduktes und die Ruderbootanlegestelle an der Obermühle

Die drei weitesten Bögen auf der Westseite, die auch das Flussbett überspannen, messen 22,28 Meter (71 Fuß pr.). Es schließen sich drei Bögen mit 18,83 Metern (60 Fuß pr.), fünf mit 12,55 Metern (40 Fuß pr.), achtzehn mit 9,42 Metern (30 Fuß pr.) sowie ein Bogen mit einer lichten Weite von 7,53 Metern (24 Fuß pr.) an. Die halbkreisförmigen Bögen sind bei den 30-Fuß-Bögen 0,78 Meter (2½ Fuß pr.), bei den 40-Fuß-Bögen 0,86 Meter (2¾ Fuß pr.) und bei den 60-Fuß-Bögen 1,10 Meter (3½ Fuß pr.) stark.
Um die Entwässerung sicherzustellen, ist das Mauerwerk über den Bögen unter dem Schotterbett des Oberbaus bei den 40-Fuß-Bögen und dem östlichsten 60-Fuß-Bogen des erhaltenen Brückenabschnittes so gestaltet, dass das Gemäuer jeweils zur Mitte eines Bogens leicht abfällt. Ebenso ist das Mauerwerk von den Seiten zur Mitte des Bauwerkes leicht abschüssig, so dass sich das Wasser über der Mitte eines Bogens sammelt und von dort die kürzeste Strecke durch ein Rohr nach außen nimmt. Das Abwasser fällt von oben ohne Leitung im freien Fall in Richtung Boden. Diese Öffnungen in der Mitte der Bögen sind am Ostufer des Viaduktes noch deutlich zu erkennen. Im wiedererrichteten Abschnitt der 60- und 71-Fuß-Bögen ist die Entwässerung nach dem Wiederaufbau vermutlich anders realisiert worden, da sich die Entwässerungsrohre teils seitlich an den Bögen befinden. Bis zur Zerstörung 1945 wurde die Entwässerung der Bereiche über den zerstörten 60- und 71-Fuß-Bögen analog der oben beschriebenen Technik realisiert. Die 24- und 30-Fuß-Bögen verfügen schon seit der Erbauung über ein unterschiedliches Entwässerungssystem, bei dem sich das Sammelreservoir jeweils in der Mitte eines Pfeilers befindet und von dem aus ein Abflussrohr seitlich in den Bogen führt.

### Pfeiler und Gesimse

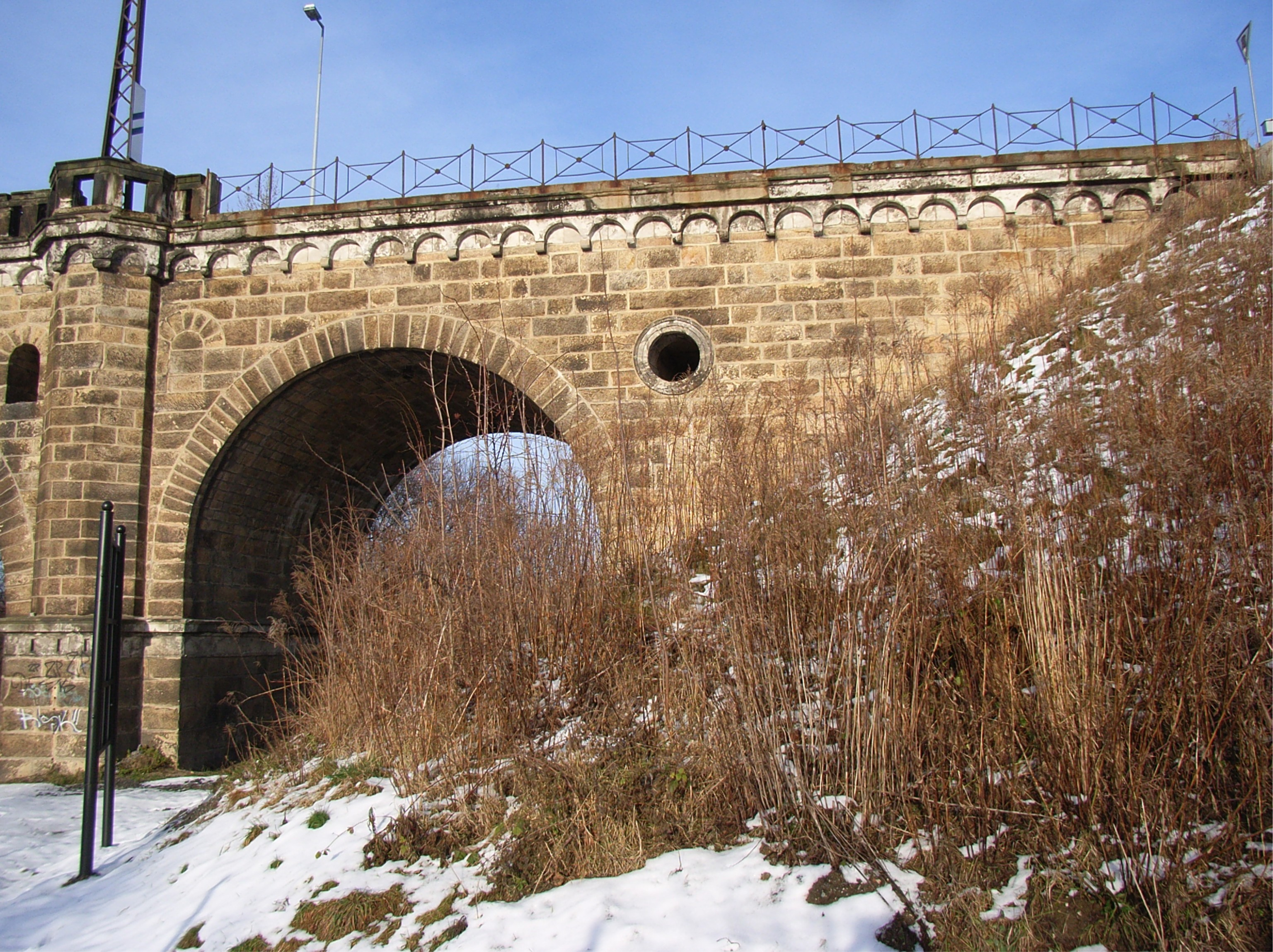
Östlichster Bogen des Viaduktes

Über den Pfeilern der 40-, 60- sowie 71-Fuß-Bogengruppen befinden sich sogenannte Entlastungsbögen, wobei nicht bekannt ist, ob dies auch wieder für die in den 1950er Jahren wiederaufgebauten 71- und 60-Fuß-Bögen gilt. Die Entlastungsbögen dienen zum einen der Befreiung der Pfeiler von unnötiger Masse durch das Füllmaterial und zum anderen der Ableitung von Wasser, das in das Gewölbe gedrungen ist. Über die großen Öffnungen an den Pfeilern konnte das Wasser abfließen. Die Pfeiler der 30-Fuß-Bögen wiederum sind bis zu zwei Dritteln der Gewölbehöhe hintermauert und dann gegen den Bogenscheitelpunkt tangential abgeglichen.
Der Gruppenpfeiler der 71-Fuß-Bogengruppe (dritter Pfeiler von Westen) ist mit rund 6,28 Metern (20 Fuß pr.) der breiteste Pfeiler und steht inmitten des Flussbettes. Die Mittelpfeiler der gleichen Gruppe messen 4,39 Meter (14 Fuß pr.). Die schmalsten Pfeiler sind die Mittelpfeiler der 30-Fuß-Bogengruppe und befinden sich am Ostufer zwischen den 30-Fuß-Bögen und messen rund 1,88 Meter (6 Fuß pr.). Die Gruppenpfeiler der 30er-Bögen sind 3,45 Meter (11 Fuß pr.) breit. In der 60-Fußbogengruppe sind der Gruppenpfeiler 5,96 Meter (19 Fuß pr.) und die Mittelpfeiler 3,77 Meter (12 Fuß pr.) breit. Bei den 40er-Bögen sind der Gruppenpfeiler 4,08 Meter (13 Fuß pr.) und die Mittelpfeiler 2,67 Meter (8½ Fuß pr.) stark.
Alle Pfeiler verstärken sich nach unten auf jeder Seite um 1/48 ihrer Höhe, so dass sie auf dem Fundamentsockel um 1/24 breiter sind, als in der Höhe des Kämpfers. In ihrer Breite in Fließrichtung erhielten die Pfeiler ca. alle 6,3 Meter (20 Fuß pr.) einen Verstärkungsabsatz von etwa 470 Millimetern (1,5 Fuß pr.). Weiterhin erhielten die im Flussbett stehenden Pfeiler eine verbreiterte Basis, die sich in Fließrichtung auf der Ober- und Unterwasserseite verjüngt (Strömungskrümme).
Die Basis jedes Pfeilers besteht aus einer 1½ Fuß starken Quadersteinschicht. Die Steine wurden miteinander verklammert und sollte mindestens eine Lagerfläche von 18 Quadratfuß besitzen. Eine gleichartige, jedoch nur 1¼ Fuß starke Bindeschicht sollten die Fundamente der Pfeiler in Höhen von 4 Fuß und in den aufstrebenden Pfeilern in Höhen von 6 Fuß erhalten. Der Raum zwischen zwei Bindeschichten besteht aus einem Kranz, der bei den Wasserpfeilern aus massiven Quadersteinen und bei den Pfeilern an Land aus Mantelsteinen gemauert wurde und Bruchsteinmauerwerk, das den Innenraum ausfüllt. Die Bindeschichten sollten das unterschiedliche Setzen des Füllmauerwerks innerhalb der hohen Pfeiler verhindern.
Der westliche Stirnpfeiler befindet sich auf einer horizontal angeglichenen Felsenterrasse an der steilen Granitfelswand. Den Standort des östlichen Stirnpfeilers bestimmte hauptsächlich das für die Dammschüttung benötigte Material, das bei den Arbeiten für die Einschnitte der Kohlfurter-Bahn östlich der damaligen Stadt Görlitz (heute Nähe Haltepunkt Zgorzelec Miasto) gewonnen wurde.